# Ágios Geórgios (Corfou)
Pour les articles homonymes, voir Agios Georgios.
Ágios Geórgios (en grec moderne : Άγιος Γεώργιος, « Saint-Georges ») est une ville et ancienne municipalité dans le dème de Corfou-Nord sur l'île de Corfou, en Grèce.

## Histoire
Le siège de la municipalité était Agros avant une réforme de 2011 qui a intégré celle-ci à l'unité municipale de Corfou.

## Anciennes subdivisions
Ágios Geórgios était auparavant subdivisée en différentes communautés et villages :
- Agros (Agros, Aspiotades, Manatades, Rafalades)
- Ágios Athanásios
- Arkadádes
- Armenádes (Armenades, Agios Georgios, Termenades)
- Afiónas (Afionas, Afionitika)
- Dafni (Dafni, Gavrades)
- Drosato
- Kavvadádes (Kavvadádes, Arillas, Saoulatika)
- Kastelannoi Gyrou (Kastelannoi, Troumpettas)
- Mesaria (Mesaria, Kopsocheilades)
- Pági (Pagoi, Agios Georgios Pagon, Prinylas, Vatonies)
- Rachtádes
- Chorepískopi